# Кон, Лотта
Реха Шарлотта (Лотта) Кон ((ивр. שרלוטֶה (לוטה) כהן‎, нем. Recha Charlotte (Lotte) Cohn)) (20 августа 1893 года, Берлин — 7 апреля 1983 года, Тель-Авив) – один из первых архитекторов в Земле Израиля.

## Биография
Шарлотта (Лотта) Кон родилась летом 1893 года в районе Шарлоттенбург в Берлине, в еврейской сионистской семье. Её отец, доктор Бернхард (Рахмиэль) Кон, являлся одним из основателей Берлинского отделения Всемирной сионистской организации. Её брат – сионист, раввин и драматург Эмиль Бернхард Кон. Лотта была членом союза еврейских студентов института Шарлоттенбург, в 1916 году она получила диплом  на архитектурном факультете в  Берлинском техническом университете Шарлоттенбург. Профессиональный опыт она приобрела, работая на послевоенном восстановлении городов и деревень Восточной Пруссии.
В сентябре 1921 года она иммигрировала в Палестину и начала там свою архитектурную работу. Коэн была главным помощником архитектора и градостроителя Рихарда Кауфмана, которому она помогала создавать эскизы и модели новых еврейских поселений,  кибуцев и мошавов, которые начали строиться в 1920-е годы. До 1927 года работала в Палестинской компании по освоению земель.
Принимала участие в генеральном планировании кибуцев Эйн-Харод, Тель-Йосеф и Гинегар. Спроектировала также сельскохозяйственную школу для девочек в Нахалале и первый детский сад в кибуце Хефциба. Стиль этих зданий сочетал  функциональность и скромность, которая соответствовала тогдашним идеологическим канонам.
В 1931 году  открыла свою собственную фирму на улице Бялика в Тель-Авиве, которую возглавляла до 1969 года. Вместе со своим партнёром  Йосефом Мерером по заказу сельскохозяйственного отдела Ассоциации немецких иммигрантов в 1934 году спроектировала дома для немецких евреев, которые собирались поселиться в Пардес-Хане на улице «Арахис».
Кон была архитектором офисного здания «Шимон Биньян» на улице Алленби 56, построенного в стиле баухаус. Она планировала строительство жилых домов, на улицах Спиноза 20 и Раско, в квартале между улицами Де Хаас и Иегуда Маккаби, недалеко от реки Яркон в Тель-Авиве, а также квартал, находящийся между улицами Гонен и Амишав в Гиватаиме и Шикун Раско в Рамат-Гане.
Самым известным зданием, которое спроектировала Лотта Кон, было здание гостиницы «Кэте Дан» на улице ха-Яркон 97, на берегу моря в Тель-Авиве. Здание строилось в тесном контакте с будущей хозяйкой отеля, Кэте Дан, которая была подругой Лотты.
Кон также спроектировала много домов в Кфар-Шмарьяху, Шавей-Сион, Рамот-Хашавим, Хайфе и Иерусалиме, включая дом Гершома Шолема в Рехавии . Она также спроектировала мебель для Национальной библиотеки в кампусе Еврейского университета на горе Скопус.
Лотта Кон умерла в 1983 году, в возрасте 90 лет. Она похоронена на Южном кладбище в Холоне
Историк искусства и архитектуры Инес Зондер, работающая в центре изучения европейского еврейства имени Моше Мендельсона при в Потсдамском университете, которая изучает историю израильской архитектуры и немецких иммигрантов в Израиле, опубликовала ряд статей о Лотте Кон, а в 2009 году – её биографию на немецком языке, В том же году она курировала выставку «Лотта Кон – пионер архитектуры в Израиле», которая проходила в Баухауз-центре в Тель-Авиве и в Еврейском центре в новой синагоге в Берлине.